# David Besnard
David Besnard (ur. 21 stycznia 1977 roku w Sydney) – australijski kierowca wyścigowy.

## Kariera
Besnard rozpoczął karierę w międzynarodowych wyścigach samochodowych w 1995 roku od startów w Formule Ford Victoria. Z dorobkiem 28 punktów został sklasyfikowany na siódmej pozycji w końcowej klasyfikacji kierowców. W późniejszym okresie Australijczyk pojawiał się także w stawce Australijskiej Formuły Ford, Festiwalu Formuły Ford, U.S. F2000 National Championship, Grand American Rolex Series, Atlantic Championship, Shell Championship Series, V8 Supercar Development Series, Cabcharge V8Supercar Challenge, Hot Wheels V8 Supercar Showdown, V8 Supercars, Champ Car, Aussie Racing Cars Super Series, Parker ENZED NZV8s Championship, Toyota Racing Series oraz BNT V8s Championship.
W V8 Supercars Australijczyk startował w latach 2000-2012. W drugim sezonie startów dwukrotnie stawał na podium. Uzbierane 1153 punkty dały mu 23. miejsce w klasyfikacji generalnej. Rok później odniósł pierwsze zwycięstwo. Został sklasyfikowany na ósmy miejscu. Kolejne i zarazem ostatnie zwycięstwo odniósł w 2004 roku, kiedy ukończył sezon na 30 pozycji.